# Popis stanovništva u Bosni i Hercegovini 1961.
Treći po redu popis stanovništva u drugoj Jugoslaviji objavljen je 30. ožujka 1961. godine. Učinjen osam godina nakon prijašnjeg, ovaj popis je donio značajne promjene. Ukinuta je podjela na kotare i uvedena podjela na okruge. Umjesto dotadašnjih 66 kotara, ustanovljeno je 12 okruga koji su bili podijeljeni na 122 općine. Ova podjela, uz neke manje promjene, potrajala je sve do danas, s mnogim općinama koje još uvijek imaju granice povučene 1961. godine. Druga značajna promjena je uvođenje kategorije Muslimana kao etničke pripadnosti, iako se dio današnjih Bošnjaka još uvijek izjašnjavao kao neopredijeljeni Jugoslaveni. 
Po popisu stanovništva na površini od 51.197 km2 1961. godine u Bosni i Hercegovini živjelo je 3.277.948 stanovnika. 
- Broj stanovnika: 3.277.948
- Broj stanovnika ženskog spola: 1.678.283 ( +78.618)
- Broj stanovnika muškog spola: 1.599.665
- Broj žena u odnosu prema broju muškaraca 1049 : 1000
- Broj domaćinstava: 706.107
- Veličina prosječnog domaćinstva: 4.6 članova/domaćinstvu
- Gustoća naseljenosti: 64.0 stanovnika/km2
- Prosječna starost žena: -
- Prosječna starost muškaraca: -

## Ukupni rezultati po nacionalnoj osnovi
| Stanovništvo Bosne i Hercegovine po općinama prema popisu iz 1961. godine; Hrvati - tamno plava, Srbi - crvena, Muslimani - zelena, Jugoslaveni - maslinasta |  | [[Slika:\|220px\|Stanovništvo Bosne i Hercegovine po općinama prema popisu iz 1961. godine; Hrvati - tamno plava, Srbi - crvena, Muslimani - zelena, Jugoslaveni - maslinasta]] |
| Stanovništvo Bosne i Hercegovine po općinama prema popisu iz 1961. godine; Hrvati - tamno plava, Srbi - crvena, Muslimani - zelena, Jugoslaveni - maslinasta |  | Hrvati (nijanse plave boje) po općinama prema popisu stanovništva iz 1961. godine                                                                                               |

| Narod                        | Broj      | Udio    |
| Srbi                         | 1.406.057 | 42.89 % |
| Muslimani1                   | 842.248   | 25.69 % |
| Hrvati                       | 711.665   | 21.71 % |
| Jugoslaveni                  | 275.883   | 8.42 %  |
| Crnogorci                    | 12.828    | 0.39 %  |
| Makedonci                    | 2.391     | 0.07 %  |
| Slovenci                     | 5.939     | 0.18 %  |
| Albanci                      | 3.642     | 0.11 %  |
| Česi                         | 1.083     | 0.03 %  |
| Talijani                     | 717       | 0.02 %  |
| Židovi                       | 381       | 0.01 %  |
| Mađari                       | 1.415     | 0.04 %  |
| Nijemci                      | 347       | 0.01 %  |
| Poljaci                      | 801       | 0.02 %  |
| Romi                         | 588       | 0.02 %  |
| Rumunji                      | 113       | 0.01 %  |
| Rusi                         | 934       | 0.03 %  |
| Rusini2                      | 6.136     | 0.19 %  |
| Slovaci                      | 272       | 0.01 %  |
| Turci                        | 1.812     | 0.06 %  |
| Ukrajinci2                   | -         | - %     |
| ostali                       | 811       | 002 %   |
| nisu se nacionalno izjasnili | -         | - %     |
| regionalno                   | -         | - %     |
| nepoznato                    | 1.885     | 0.06 %  |

1 Pri popisu stanovništva 1961. godine nije postojala mogućnost izjašnjavanja kao Bošnjak.
2 Pri popisu stanovništva 1961. godine Rusini i Ukrajinci iskazivani su zajedno.